# Oppy
Oppy település Franciaországban, Pas-de-Calais megyében. Lakosainak száma 379 fő (2022. január 1.). Oppy Fresnoy-en-Gohelle, Arleux-en-Gohelle, Bailleul-Sir-Berthoult, Fresnes-lès-Montauban, Gavrelle és Neuvireuil községekkel határos.

## Népesség
A település népességének változása:
| Lakosok száma | 383  | 403  | 416  | 399  | 394  | 388  | 383  | 379  | 379  |
|               | 2013 | 2015 | 2016 | 2017 | 2018 | 2019 | 2020 | 2021 | 2022 |